# Basarbowo
Basarbowo (bułg. Басарбово) – wieś w Bułgarii, w obwodzie Ruse, w gminie Ruse. Według danych szacunkowych Ujednoliconego Systemu Ewidencji Ludności oraz Usług Administracyjnych dla Ludności, 15 grudnia 2018 roku miejscowość liczyła 1433 mieszkańców.

## Geografia
Miejscowość znajduje się w kanionie rzeki Rusenski Łom i otoczona jest ze wszystkich stron kamiennymi wzgórzami.

## Urodzeni w Basarbowie
- Dimityr Basarbowski – prawosławny święty